# 宫城诚真短期大学
宫城诚真短期大学（日语：／ Miyagi Seishin Tanki Daigaku *），简称诚真短大，是一所位于日本宫城县大崎市的私立短期大学。

## 概要

### 简介
- 学校最早可以追溯到1881年[1][2]。短期大学为于1967年开办[2]、由学校法人诚真学园经营[注 2][3]。为男女同校从2014年[4]。「像白菊的花一样地，承受霜，清澈，明亮，美丽」为建学精神[5]。

### 历史
- 1967年 祇园寺学园短期大学成立并同时设置一个学科即家政科[2]。
- 1978年 保育科成立[2]。
- 1988年 改校名为宫城诚真短期大学。家政科改名为生活学科（以后招生到2001年、停办于2003年）[2]。
- 2014年 开始招収男学生[4]。

### 宪章
- 请参看宫城诚真短期大学的标志（页面存档备份，存于） （日語） 2014年6月5日阅览。

## 学校环境
- 校区：在宫城县大崎市

## 历任校长
- 安部キミ：第一代短期大学校长[6]。
- 山口君子：现在短期大学校长[2]

## 组织

### 学科
- 保育科

### 前学科
| - 生活学科 |

### 专科
| - 没有 |

### 业余课程
| - 没有 |

### 附属学校
- 幼儿园：诚真幼儿园

## 相关链接
- 日本短期大学列表